# 上柳昌彦の花の係長 ヨッ!お疲れさん
『上柳昌彦の花の係長 ヨッ!お疲れさん』（うえやなぎまさひこのはなのかかりちょう　ヨッおつかれさん）は、ニッポン放送をキーステーションに1994年度と1995年度のナイターオフ期間中に生放送していたラジオ番組である。上柳昌彦（当時ニッポン放送アナウンサー。当番組では、“ニッポン放送・花の係長”と名乗っていた）の冠番組。

## 概要
2001年度まで続いた『ヨッ!お疲れさん』シリーズの第1号となった番組である。

## 放送時間
94年度・95年度ともに、月 - 金の19:00-21:00に放送。
このうち、19:10から19:30まではNRN36局（金曜は35局）ネットで放送していた。

### ネット局
1994年度
19:00-21:00
ニッポン放送、山形放送、新潟放送、北日本放送（火 - 金）、福井放送（月 - 木）、山口放送、南海放送（火 - 金）、高知放送、大分放送（火 - 金。ただし、『サラリーマン解体新書』コーナーはネット無し）
19:10-21:00
青森放送（月 - 水）、北陸放送
19:00-20:00
秋田放送、茨城放送、山梨放送、北日本放送（月）、福井放送（金）、静岡放送（火 - 金）、山陰放送、宮崎放送
19:10-20:00
和歌山放送
19:00-19:30
岩手放送（現・IBC岩手放送）、東北放送、栃木放送、信越放送、静岡放送（月）、KBS京都、四国放送、南海放送（月）、長崎放送、大分放送（月）
19:10-19:30
STVラジオ、青森放送（木・金）、ラジオ福島、東海ラジオ、MBSラジオ（月 - 木）※、山陽放送（現・RSK山陽放送）、中国放送、西日本放送、KBCラジオ、熊本放送、南日本放送、ラジオ沖縄
1995年度
19:00-21:00
青森放送（月 - 木）、山形放送、新潟放送、北日本放送（火 - 金）、北陸放送、福井放送、山口放送、南海放送（火 - 金）、高知放送、大分放送（火 - 金）
19:00-20:00
秋田放送、IBC岩手放送（火 - 金）、東北放送、ラジオ福島、信越放送、山梨放送（火 - 金）、北日本放送（月）、静岡放送（火 - 金）、山陰放送、宮崎放送
19:10-20:00
和歌山放送
19:00-19:30
青森放送（金）、IBC岩手放送（月）、茨城放送、栃木放送、静岡放送（月）、KBS京都、四国放送、南海放送（月）、長崎放送、大分放送（月）、南日本放送、ラジオ沖縄
19:10-19:30
STVラジオ、山梨放送（月）、東海ラジオ、MBSラジオ（月 - 木）※、山陽放送、中国放送、西日本放送、KBCラジオ、熊本放送
※MBSラジオは、1994年度・1995年度ともに、金曜日は同時間帯の自社番組でCMのみネット（また、1995年1月17日-19日は阪神・淡路大震災発生に伴う特別編成のため休止）。

## タイムテーブル
1994年度
- 19:00 オープニング・今日の出来事（同名のニュース番組とは無関係。仮タイトルは『サラリーマンにファイト!』）
- 19:10 どうも気になる（仮タイトルは『マイクで絶叫!夜の街』）
- 19:30 サラリーマン解体新書（仮タイトルは『チャレンジ夜の実験室』）
- 20:00 夜の係長ネットワーク

1995年度
- 19:00 オープニング
- 19:10 気になりだしたら止まらない
- 19:30 サラリーマン捜索隊（仮タイトルは『スーツを脱いだらスーパーマン』）
- 20:00 帰ってきた夜の係長ネットワーク

## 備考
- 上柳は、1997年度まで『ヨッ!お疲れさん』シリーズのパーソナリティを務めた（96年度は『ホッとラジオ ヨッ!お疲れさん』として、97年度は『おっかけラジオ ヨッ!お疲れさん』としてそれぞれ放送）
- 番組のオープニングでは、上柳が『今日も一日お疲れさんでした。ニッポン放送 花の係長・上柳昌彦です。』とコメントしていた。

なお、このコメントは『ホッとラジオ』→『おっかけラジオ』にも引き継がれたほか、『うえちゃんの花の土曜日おっかけラジオ』でも、『今週も一週間お疲れさんでした』とコメントしていた。